# 스칼라 극장

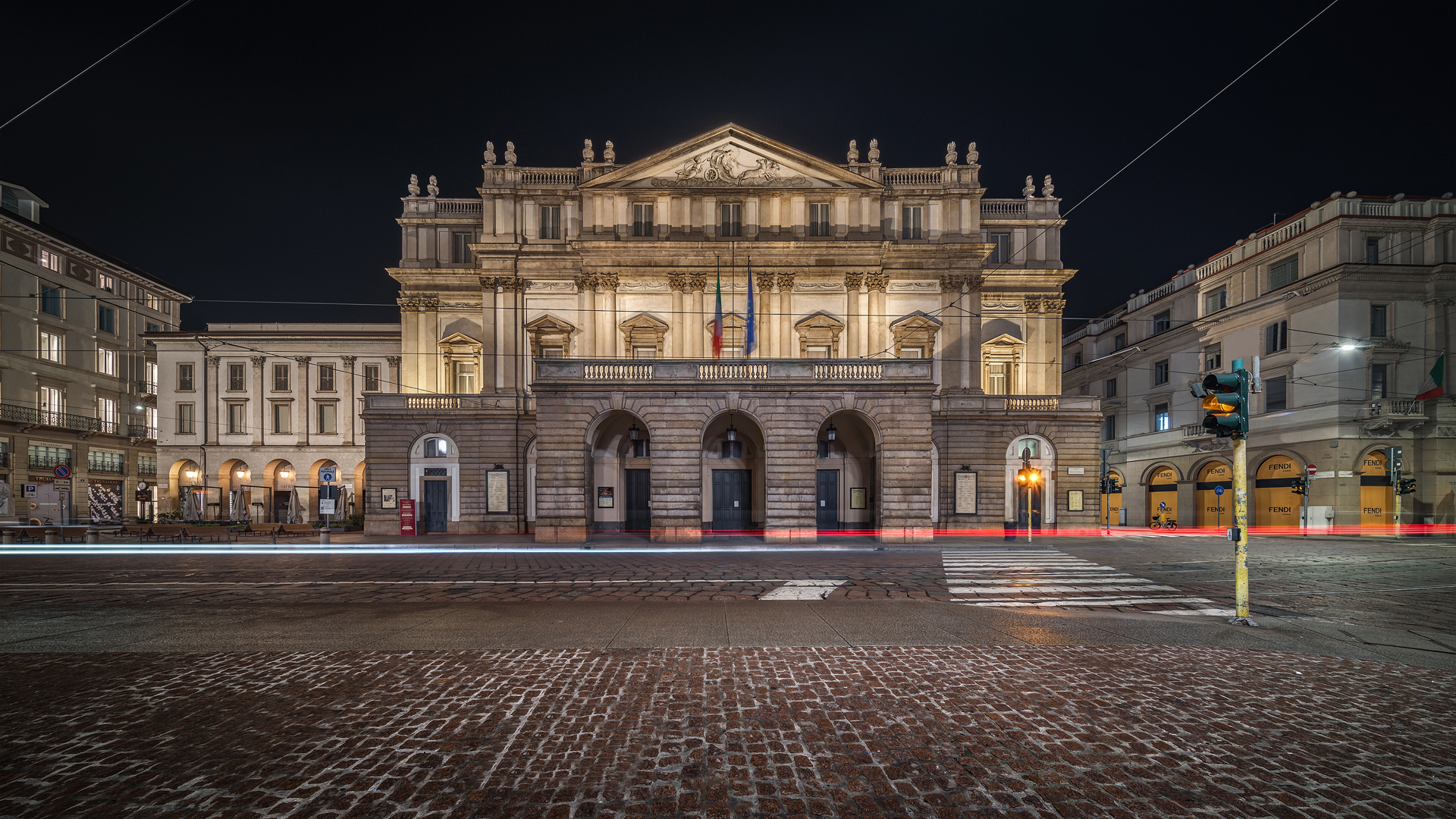
밀라노 "스칼라 극장"의 야경.

스칼라 극장(이탈리아어: Teatro alla Scala, 널리 알려진 대로는 La Scala)은 이탈리아 밀라노에 있는 오페라 극장이다. 1778년 8월 3일에 "Nuovo Regio Ducal Teatro alla Scala"라는 이름으로 allora의 L'Europa riconosciuta 공연과 함께 개장되었다.

## 역사

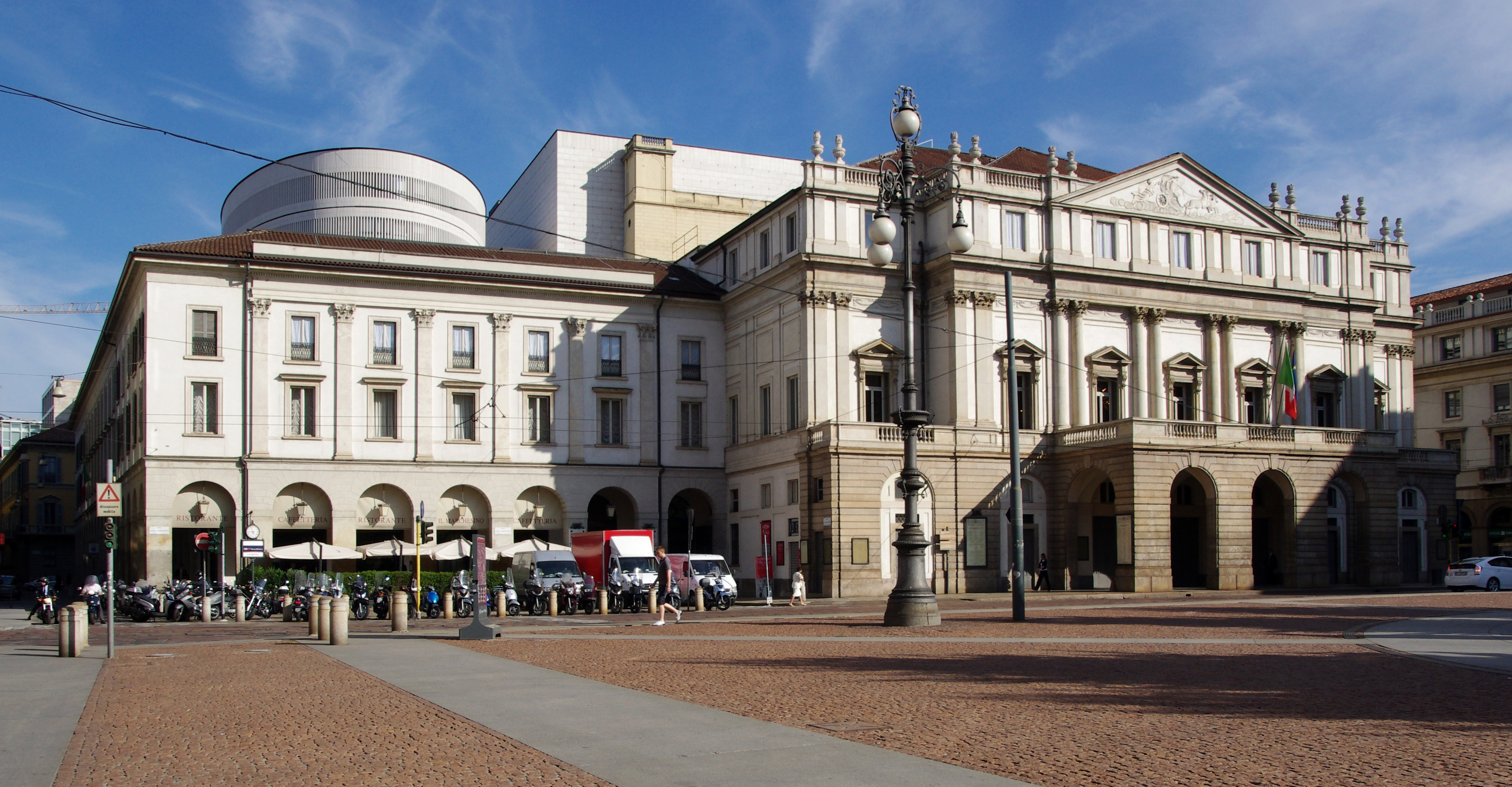
스칼라 극장의 전경

현재의 건물은 그 장소의 두 번째로 지어진 극장이다. 화재로 인해 원래 있던 밀라노의 궁정극장인 '두칼레 극장'(Teatro Ducale)은 사육제 이후, 1776년 2월 25일에 소실되었다. 그 후 오스트리아의 여왕 마리아 테레지아의 명령으로 산타 마리아 델 스칼라의 교회 자리에 세워졌으므로 그 이름이 지어졌다. 스칼라 극장은 1776년 이 불에 탔을 때 1778년에 모든 점에서 당시 최고의 조건을 갖춰 개장하였으나 그 후 다시 개수, 제2차 세계대전 때에는 큰 피해를 입기도 하였다. 대전 후의 무대는 당시로서는 최신 최고의 시설을 갖추어 객석도 3,200석이나 되었으며 천장 가까이에 입석도 두어 재건, 1946년 4월에 토스카니니의 지휘로 개장하여 오늘에 이르고 있다. <노루마>, <오텔로>, <팔스타프>, <나비부인>, <투란도트> 등 여러 명작을 초연한 역사가 있으며, 언제나 일류 지휘자와 많은 명가수가 있을 뿐만 아니라 토스카니니에게 연마된 전통을 계승하는 관현악이나 합창도 상설되어 있다. 또한 이 극장은 실내 오페라를 상연하는 소극장이나 오페라 박물관, 발레학교 등의 시설도 있다.

## 수석 지휘자와 음악 감독
- (1898 - 1908) 아르투로 토스카니니
- (1909 - 1914) 툴리오 세라핀
- (1917 - 1918) 툴리오 세라핀
- (1918 - 1920) 폐장
- (1921 - 1929) 아르투로 토스카니니
- (1929 - 1953) 빅토르 데 사바타
- (1953 - 1956) 카를로 마리아 줄리니
- (1956) 귀도 칸텔리 (임명 일주일 뒤에 비행기 추락으로 사망)
- (1956 - 1968) 공석
- (1968 - 1986) 클라우디오 아바도
- (1986 - 2005) 리카르도 무티
- (2007 - 2014) 다니엘 바렌보임 (2011.11까지 수석 지휘자, 이후 음악 감독)
- (2015 -     ) 리카르도 샤이

## 같이 보기
- 밀라노 교향악단

## 참고 문헌
- Beauvert, Thierry, Opera Houses of the World, New York: The Vendome Press, 1995
- 이 문서에는 다음커뮤니케이션(현 카카오)에서 GFDL 또는 CC-SA 라이선스로 배포한 글로벌 세계대백과사전의 "세계의 가극장" 항목을 기초로 작성된 글이 포함되어 있습니다.